# Kh-35 (ミサイル)
Kh-35は、ロシア連邦軍の空対艦ミサイル（ASM）。DoD識別番号はAS-20、NATOコードネームはカヤック。艦対艦ミサイル（SSM）型は3M24 ウラン（NATOコードネーム：SS-N-25 スイッチブレード）、地対艦ミサイル（SSM）型は3K60 バル（「舞踏会」の意味、NATOコードネーム：SSC-6 センナイト）。地上目標も攻撃でき、射程距離は地対艦ミサイル型で260キロメートル。
規模・性能がアメリカ合衆国のハープーンに類似していることから、ハープーンスキィとの俗称がある。

## 概要
ソ連海軍は、対水上火力として、長射程と短射程の2種の対艦ミサイルを整備する方針を採用していた。本機種は短射程艦対艦ミサイルの系譜に属しており、第1世代の短射程ミサイルであるP-15（SS-N-2）の後継として開発された。ソ連海軍では、既に第2世代の短射程ミサイルとしてP-270（SS-N-22）を開発していたものの、これは短射程のわりに大重量で、また、大威力ゆえに大規模な輸出も困難で、P-15を完全に代替するには至らなかった。このことから、P-270よりも軽量で、また、輸出市場に提供できる短射程艦対艦ミサイルとして開発されたのが本機種である。従来、長射程艦対艦ミサイルはチェロメイ設計局が、短射程艦対艦ミサイルはラードゥーガ設計局が設計していたが、本機種は、従来は空対地ミサイルを手掛けてきたズヴェズダ・ステラによって開発されており、従来の艦対艦ミサイルとは大幅に異なる設計となった。
1983年に初の試験発射が実施されたものの、財政上の問題や発射失敗などで開発が遅れ、正式な開発完了は2003年のことであった。ただし、1990年代には数か国に輸出が行われている。
Kh-35の基本設計は、アメリカ合衆国のハープーンに類似しているが、サステナーとしてはターボジェットエンジンではなく、ターボファンエンジンを搭載している。ブースターなしのASMモデルで480キログラム、ブースター搭載のSSMモデルで630キログラムと、大幅な軽量化に成功している。飛翔速度は亜音速で、巡航高度は10-15m、慣性誘導で飛翔し、終末航程においては高度3-5mに降下してアクティブ・レーダー・ホーミング誘導方式を使用する。また、データ・リンクによって目標情報を中途アップデートすることもできる。成型炸薬弾頭を搭載している。
1990年代後半、米ボーイング社は、第1世代では対艦モードのみだったハープーンに対地攻撃モードを持たせるため、次世代モデル「ブロックII」のレーダーシーカー（目標捜索装置）に、GPS補強型慣性航法装置を追加した。ハープーンを意識して開発されたKh-35にも、対地攻撃モードがあり、対地攻撃に用いることも可能である。
2019年7月、サンクトペテルブルクで開催された国際兵器展示会において、3K60 バル‐Eの輸出モデルであるルベージュ-MEが公開された。このシステムは、8輪駆動車体にKh-35UE対艦ミサイルの4連装発射ユニット、レーダー、火器管制ユニットを搭載したもので、外部からの目標指示などを要しない自己完結型のシステムだとされている。

## 実戦投入
2022年ロシアのウクライナ侵攻において、ロシア連邦軍が地対地ミサイルとして配備および発射している。ウクライナ空軍の報道官は、小型でレーダー探知が難しいと語っている。

## 発射プラットフォーム

### 艦艇
インド
- デリー級駆逐艦（「デリー」「ムンバイ」は近代化改修により後にブラモス巡航ミサイルに換装）
- ブラマプトラ級フリゲート
- ヴィール級コルベット

 ベトナム
- BPS500級ミサイル艇

 ソビエト連邦/ ロシア
- マトカ型ミサイル艇（一部艇に試験装備）
- 「スメトリーヴイ」
- 「ヤロスラフ・ムードルイ」
- ステレグシュチイ級フリゲート
- ウダロイ級駆逐艦「マーシャル・シャポシニコフ」（近代化改修によりRPK-5対潜ミサイルより換装）

### 航空機
- MiG-21[3]
- MiG-29SMT[3]
- Su-30[3]
- Su-35[3]
- Ka-27[3]
- Ka-28[3]